# أندريس بالاسيوس
أندريس بالاسيوس (بالإسبانية: Andrés Palacios)‏٬ ولد بتاريخ (13 مايو 1975 بمدينة سانتياغو٬ تشيلي)، ممثل مكسيكي.

## روابط خارجية
- أندريس بالاسيوس على موقع IMDb (الإنجليزية)
- أندريس بالاسيوس على موقع قاعدة بيانات الفيلم (الإنجليزية)